# ダーティ・シェイム
『ダーティ・シェイム』（原題: A Low Down Dirty Shame）は、1994年のアメリカ映画。日本ではビデオスルーとなった。

## ストーリー
元刑事で現在貧乏探偵のシェイムが麻薬密売組織に挑む。

## キャスト
※括弧内は日本語吹替。
- シェイム - キーネン・アイヴォリー・ウェイアンズ（岸野幸正）
- ピーチズ - ジェイダ・ピンケット（松本梨香）
- アンジェラ - サリー・リチャードソン（勝生真沙子）
- ロスミラー - チャールズ・S・ダットン（小室正幸）
- メンドーザ - アンドリュー・ディヴォフ（金尾哲夫）
- ウェイマン - コーウィン・ホーキンス（高木渉）
- ルイス - ゲイリー・セルヴァンテス（堀内賢雄）
- ヌネズ署長 - グレゴリー・シエラ（小島敏彦）
- ゴールド - マイケル・ボフシェヴァー